# Kirsten Hastrup
Kirsten Blinkenberg Hastrup (født 20. februar 1948 i København) er en dansk professor emeritus i antropologi ved Institut for Antropologi ved Københavns Universitet. 
Hastrup er magister i antropologi fra Københavns Universitet i 1973, med bifag i sociologi og arkæologi, D.Phil. fra Oxford University 1980, og dr.scient.soc. fra Københavns Universitet i 1990. Hun har skrevet adskillige bøger og artikler med særligt speciale i Island samt etnografisk metode.
Hun var i perioden 2008-2016 præsident for Videnskabernes Selskab.

## Udvalgte udgivelser
- Etnografisk grundbog (1980, 1985, 1990)
- Det antropologiske projekt – om forbløffelse (1992)
- A Passage to Anthropology. Between Experience and Theory (1995)
- A Place Apart. An Anthropological Study of the Icelandic World (1998)
- Viljen til Viden. En humanistisk grundbog (1999)
- Action. Anthropology in the Company of Shakespeare (2004)
- Kultur. Det Fleksible Fællesskab (2007)
- Vinterens Hjerte (2010) et portræt af Knud Rasmussens rejser og studier af den grønlandske kultur.

## Hædersbevisninger
- 1992: Tagea Brandts Rejselegat